# 罗密欧·里弗斯
罗密欧·里弗斯（英語：Romeo Rivers，1907年3月28日—1986年5月4日），加拿大男子冰球运动员，场上位置是前锋。他曾代表加拿大参加1932年冬季奥林匹克运动会冰球比赛，获得一枚金牌。